# Dajr Jasin
Dajr Jasin (arab. دير ياسين) – nieistniejąca już palestyńska wieś, która była położona w Dystrykcie Jerozolimy w Mandacie Palestyny. Wieś została wyludniona i zniszczona podczas wojny domowej w Mandacie Palestyny, po ataku sił żydowskich organizacji paramilitarnych Irgun i Lechi w dniu 9 kwietnia 1948 roku. Doszło wówczas do masakry w Dajr Jasin.

## Położenie
Dajr Jasin leżała na wschodnich zboczach wzgórza o wysokości 800 metrów n.p.m. w Górach Judzkich, w odległości 5 km na zachód od Jerozolimy. Według danych z 1945 roku do wsi należały ziemie o powierzchni 285,7 ha. We wsi mieszkało wówczas 610 osób.
| Własność gruntów | Powierzchnia gruntów [ha] |
| ---------------- | ------------------------- |
| Arabowie         | 270,1                     |
| Żydzi            | 15,3                      |
| publiczne        | 0,4                       |
| Razem            | 285,7                     |

| Rodzaj użytkowanych gruntów | Powierzchnia arabska [ha] | Powierzchnia żydowska [ha] |
| --------------------------- | ------------------------- | -------------------------- |
| uprawy oliwek               | 20                        | 0                          |
| uprawy zbóż                 | 75,6                      | 11                         |
| nieużytki                   | 193,6                     | 4,3                        |
| zabudowane                  | 1,2                       | 0                          |

## Historia
Dajr Jasin została zidentyfikowana jako jedna z wiosek będących w XII wieku lennem Bazyliki Grobu Świętego w Jerozolimie. W wyniku I wojny światowej, w 1918 roku cała Palestyna przeszła pod panowanie Brytyjczyków, którzy utworzyli Mandat Palestyny. W okresie panowania Brytyjczyków Dajr Jasin była małą wsią, która rozwijała się na przedmieściach Zachodniej Jerozolimy, w sąsiedztwie żydowskich osiedli Moca, Beit ha-Kerem, Giwat Sza’ul i Jefeh Nof. Od miasta oddzielała ją dolina obsadzona sadami fig, migdałów i oliwek.

Przyjęta 29 listopada 1947 roku Rezolucja Zgromadzenia Ogólnego ONZ nr 181 zakładała podział Palestyny na dwa państwa: żydowskie i arabskie. Plan podziału przyznawał obszar wioski Dajr Jasin międzynarodowej strefie obejmującej Jerozolimę i Betlejem. Strefa międzynarodowa (Jerusalem Corpus Separatum) miała pozostawać poza granicami obu państw i być zarządzana przez Narody Zjednoczone, które stawały się gwarantem bezpieczeństwa wszystkich świętych miejsc chrześcijaństwa, islamu i judaizmu w obu miastach. Żydzi zaakceptowali plan podziału, jednak Arabowie odmówili co doprowadziło dzień później do wybuchu wojny domowej w Mandacie Palestyny. Mieszkańcy Dajr Jasin starali się zachować rozejm z sąsiednimi osiedlami żydowskimi. Pomimo to, w dniu 9 kwietnia 1948 roku żydowskie organizacje paramilitarne Irgun i Lechi zaatakowały wieś. Doszło wówczas do masakry w Dajr Jasin, w której zginęło 107 muzułmanów (11 z nich było uzbrojonych), a 12 zostało rannych. 25 mieszkańców zostało rozstrzelanych po bitwie, a ich zwłoki wrzucono do kamieniołomu. Pozostali uciekli lub zostali wypędzeni ze wsi przez żydowskich bojowników. Większość budynków wyburzono.

## Miejsce obecnie
W 1949 roku na miejscu wyburzonej wioski religijni Żydzi utworzyli w 1949 roku osadę Giwat Sza’ul Bet, którą później przyłączono do jerozolimskiej dzielnicy Giwat Sza’ul. W 1980 roku pozostałe jeszcze ruiny wyrównano z ziemią, aby w ten sposób umożliwić budowę nowych domów. 

Wiele domów wsi wciąż stoi na wzgórzu i zostały włączone do izraelskiego szpitala dla umysłowo chorych, który powstał na tym miejscu. Niektóre domy stojące poza ogrodzeniem terenu szpitala, są wykorzystywane do celów mieszkaniowych i komercyjnych, lub jako magazyny. Poza ogrodzeniem rosną drzewa - chleb świętojański, drzewa migdałowe i drzewa oliwne. Kilka studni znajduje się na południowo-zachodnim skraju terenu. Stary cmentarz wiejski jest w południowo-wschodniej części terenu, jest zaniedbany i zagrożony przez budowę autostrady, która jest budowana przy wzgórzu wiejskim. Jeden wysoki cyprys stoi na środku cmentarza.